# Careful
"Careful" é uma canção da banda norte-americana de rock alternativo Paramore. Foi escrita por Hayley Williams e Josh Farro para o terceiro álbum de estúdio da banda, Brand New Eyes (2009). Foi lançado em 12 de julho de 2010 como o quarto single do álbum. A canção está presente no álbum de compilação de verão Now: The Hits of Summer 2011.

## Lançamento
A  canção foi anunciada como single em 18 de abril de 2010, com lançamento previsto para 5 de julho. Em 4 de junho de 2010, foi anunciado no fã clube oficial que o Paramore fez um vídeo com imagens ao vivo da canção "Careful". O guitarrista Josh Farro disse que acha o lançamento da canção como single particularmente importante. "Nós realmente apreciamos situações de rock alternativo, porque é aí que nós começamos, e eu acho que é importante para atender a eles [fãs]", disse Farro depois do seu single anterior, "The Only Exception", ter se saído muito bem nas rádios do gênero pop.

## Escrita e composição
A canção foi escrita por Hayley Williams e Josh Farro. Hayley Williams disse que "Careful" foi uma das primeiras canções a ser feita para o terceiro álbum. Também declarou que a parte da letra em que diz "more" diversas vezes, deveria ser a palavra "whoa", "Nós gostamos muito de 'whoas'", declarou. Durante uma entrevista para a revista Kerrang!, Hayley Williams declarou, "Estamos numa situação em que somos muito jovens e é dificil sermos aqueles que saem e viajam, e no fundo fazemos uma rotina diferente das pessoas da nossa idade."

## Recepção da crítica
Evan Lucy da revista Billboard, durante sua revisão para o álbum, disse que "'Careful' e 'Ignorance' são duas das músicas mais agressivas do grupo até hoje, e no resto do disco segue o terno, com a interação da guitarra de Josh Farro e Taylor York que recebem grande parte dos holofotes." Faye Lewis da Rock Sound disse que "A faixa de abertura, 'Careful' e o primeiro single 'Ignorance' mostram o Paramore maduros – corajosos, pois são faixas que estabelecem um ritmo frenético desde o início."

## Videoclipe
Foi anunciado no fã clube oficial que o Paramore fez um vídeo com imagens ao vivo da canção "Careful" que foi lançado em 7 de junho de 2010. O vídeo foi filmado e editado por Brandon Chesbro, que também dirigiu o vídeo para o single anterior da banda, "The Only Exception". O vídeo foi divulgado através da conta oficial da Fueled By Ramen no YouTube. Ele contém performances da canção em vários concertos ao longo de 2009 e 2010. Ele também mostra momentos da banda fora do palco. O videoclipe se tornou o terceiro da banda a apresentar compilação de performances de vários concertos, sendo os primeiros, "All We Know" do álbum All We Know Is Falling e "Hallelujah" do Riot!.

## Lista de faixas
| Download digital |           |         |  |
| N.º              | Título    | Duração |  |
| 1.               | "Careful" | 3:50    |  |

## Desempenho nas tabelas musicais
| Tabela (2009–10)                   | Melhor posição |
| ---------------------------------- | -------------- |
| Austrália (ARIA Charts)            | 89             |
| Estados Unidos (Alternative Songs) | 37             |
| Estados Unidos (Billboard Hot 100) | 78             |
| Estados Unidos (Hot Digital Songs) | 38             |
| Reino Unido (UK Rock Chart)        | 3              |